# ダイナミック・ハーブ＝ボッロネオ・スポーツ・コンプレックス
ダイナミック・ハーブ＝ボッロネオ・スポーツ・コンプレックス（英語: Dynamic Herb–Borromeo Sports Complex）は、フィリピン・セブ州タリサイに所在するサッカー競技施設である。。セブFCの本拠地として使用されている。

## 歴史
セブはフィリピンの中でもサッカー熱の高い地域であるが、施設が不足していた。セブ市スポーツセンターが既に存在していたが施設は不十分で、大学の施設を使用している事もあった。
そのため、2017年10月に建設が始まり、1億ペソ以上をかけて国際サッカー連盟基準のピッチを有するスタジアムが完成した。2021年12月には令和3年台風22号によって、施設も大きな被害を受けた。

## 施設
国際サッカー連盟基準のピッチと550席の座席を有する。座席数が少ないため、国際試合開催の基準は満たしていない。
また、体育館を併設する計画がある。